# Васил Райнов
Вижте пояснителната страница за други личности с името Васил Райнов.
Васил Иванов Райнов е български политик от БЗНС и офицер, генерал-майор.

## Биография
Васил Райнов е роден на 9 април 1864 г. в Сливен в квартал „Клуцохор“ в семейството на Иван Райнов. Завършва основното си и средно образование в родния си град. На 9 април 1882 г. постъпва на военна служба. На 30 август 1885 г. завършва Военното на Негово Княжеско Височество училище и е произведен в чин подпоручик. Взема участие в Сръбско-българската война (1885). След войната е назначен в четвърти артилерийски полк. През 1900 г. е началник на отделение в 6-и артилерийски полк. През 1909 г. е началник на отделение в 8-и артилерийски полк. От 1910 до 1911 г. е командир на Софийския крепостен батальон. През 1911 г. поема командването на 7-и артилерийски полк. През 1910 г. специализира във Военната академия в Санкт Петербург.
По време на Балканската (1912 – 1913) и Междусъюзническата война продължава да командва 7-и артилерийски полк. Тогава е и началник на артилерията на седма пехотна рилска дивизия. От 1 ноември 1913 до 1914 г. е командир на шести артилерийски полк. След това от 1 януари до 10 октомври 1915 г. е началник на артилерията на 3-та военноинспекционна област, а през Първата световна война (11 септември 1915 – 30 септември 1918) е началник на артилерията на 3-та армия. Излиза в запас на 27 ноември 1918 г. След това става член на БЗНС. Между 7 февруари и 12 юни 1923 г. е помощник-кмет на Сливен, част от тричленната комисия. След Деветоюнския преврат е задържан и се намира в неизвестност в продължение на 1 седмица, а прозорците на дома му са изпочупени с камъни. В периода 19 септември 1927 – 15 март 1928 г. е кмет на Сливен от БЗНС. По време на кметския му мандат е открита първата електроцентрала в града. Открити са модерна кланица и държавния път Сливен-Елена-Търново. Женен е за Невена Иванова, дъщеря на първия старозагорски поет и Петър Иванов. Награждаван е с орден „За храброст“, 3 степен, 2 клас. Умира на 9 юни 1956 г. в Сливен.

## Военни звания
- Подпоручик (30 август 1885)
- Поручик (1887)
- Капитан (1890)
- Майор (1896)
- Подполковник (1903)
- Полковник (1911)
- Генерал-майор (1918)

## Награди
- Военен орден „За храброст“ III степен 2 клас
- Царски орден „Св. Александър“ III степен с мечове по средата и V степен без мечове
- Народен орден „За военна заслуга“ III степен
- Орден „За заслуга“ на обикновена лента.
- Железен кръст, II степен (Германия)